# Kaspi (gemeente)
Kaspi (Georgisch: კასპის მუნიციპალიტეტი, Kaspis moenitsipaliteti) is een gemeente in centraal-Georgië met ruim 40.000 inwoners (2024) en een oppervlakte van 803 km². De gelijknamige stad is het bestuurlijke centrum. De gemeente ligt in de regio Sjida Kartli aan de zuidgrens van de afscheidingsrepubliek Zuid-Ossetië, ten westen van hoofdstad Tbilisi.

## Geschiedenis

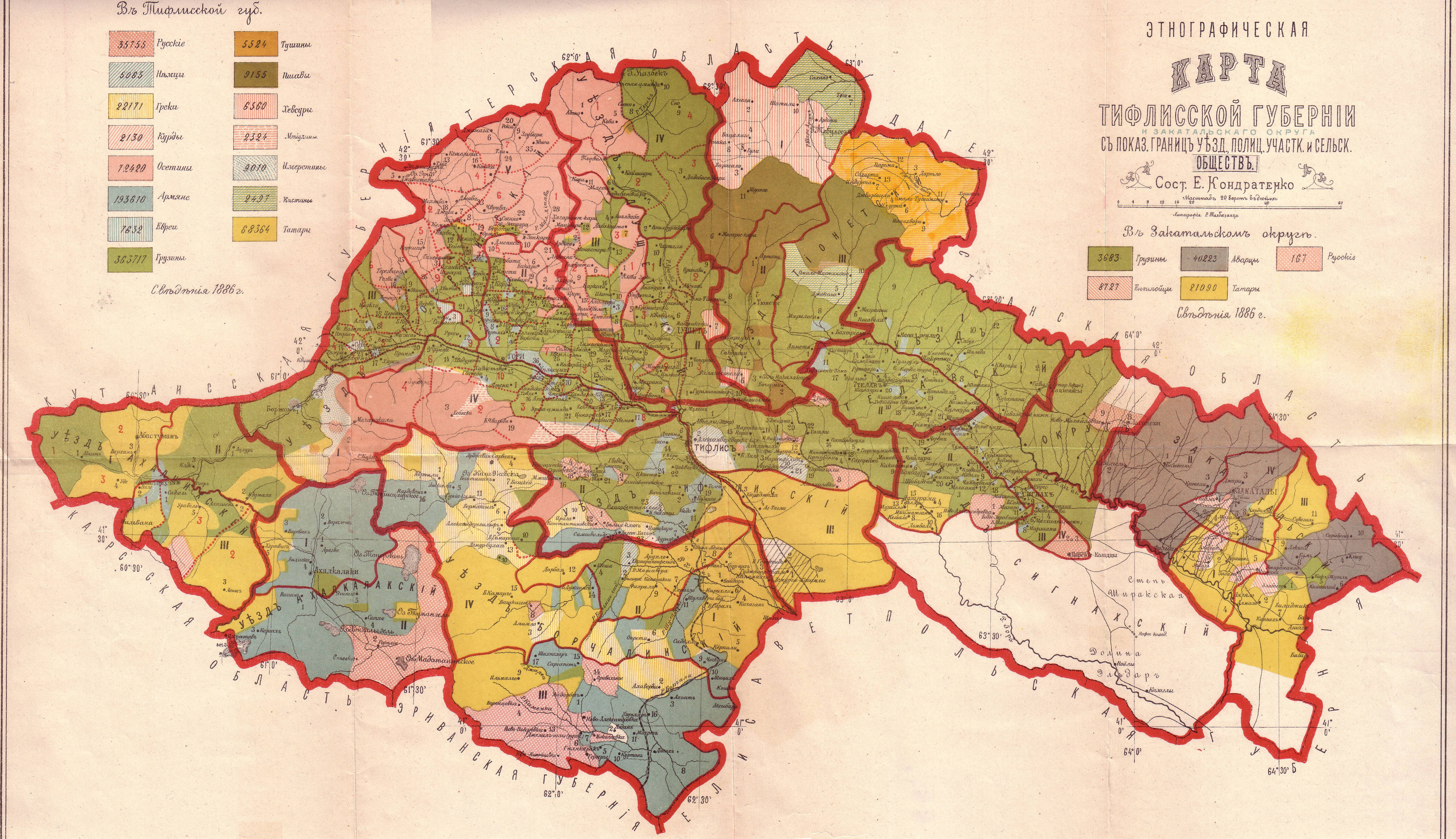
Gouvernement Tiflis: Oejezd Gori linksboven

Na het uiteenvallen van het Koninkrijk Georgië in de 15e eeuw behoorde het gebied van Kaspi tot het Koninkrijk Kartlië en voor korte tijd het fusiekoninkrijk Kartli-Kachetië. In 1801 werd Kartli-Kachetië geannexeerd door het Russisch Rijk en werden de Georgische gebieden enige tijd later bestuurlijk ingedeeld naar Russisch model.
Het gebied van de moderne gemeente Kaspi lag van 1801 tot 1930 bestuurlijk in het oejezd Gori. Deze provincie was tussen 1840 en 1846 ingedeeld bij het gouvernement Georgië-Imeretië en werd na de splitsing daarvan ingedeeld bij het gouvernement Tiflis. Het oejezd, ook wel mazra genoemd in het Georgisch, was onderverdeeld in districten, zogeheten oetsjastoks, waarbij het gebied van het huidige Kaspi verspreid lag over verschillende districten.

### Vorming district Kaspi
Als gevolg van de grote bestuurlijke herindelingen van de Sovjet-Unie in 1929-1930 werd het rajon (district) Kaspi gecreëerd met de plaats Kaspi als centrum. In het onafhankelijke Georgië werd het district in 1995 onderdeel van de nieuw opgerichte regio (mchare) Sjida Kartli en in 2006 werd het district omgevormd naar een gemeente (municipaliteit).

## Conflict Zuid-Ossetië
Kaspi grenst voor ongeveer 19 kilometer aan de afscheidingsrepubliek Zuid-Ossetië en heeft hier ook als gemeente direct mee te maken. Het grenst aan het Zuid-Osseetse district Leningor (Achalgori voor Georgië) waar de meerderheid van de bevolking etnisch Georgisch is. Verschillende dorpen in de gemeente Kaspi liggen vlak aan de feitelijke grens, met name in het westelijke deel van deze grens. De impact van de door de Russische FSB-grenswachtdienst gehandhaafde grens is significant voor de lokale bevolking.
Er worden regelmatig lokale inwoners door Russische grenswachten gearresteerd en gevangen gezet voor "illegaal oversteken van de grens", bijvoorbeeld tijdens hun landbouw of veehouderij activiteiten. De grens is door de jaren heen steeds meer fysiek gemaakt door hekken, prikkeldraad, greppels of andere vormen van zichtbare (en eenzijdige) demarcatie, zoals bij het dorp Karapila.

### Oorlog 2008
Enkele dagen na het staakt-het-vuren van de Russisch-Georgische Oorlog in 2008 werd bij het dorp Grakali de belangrijke brug over de Mtkvari in de centrale spoorlijn Tbilisi - Poti opgeblazen. Georgië beschuldigde Rusland daarvan. De Russische invasie naderde Tbilisi tot Igoëti in de gemeente Kaspi, ongeveer 40 kilometer van de hoofdstad, waar het tot 22 augustus 2008 een wegversperring op de centrale snelweg S1 (E60) liet staan.

## Geografie
Kaspi ligt geografisch in de Sjida Kartli-vlakte waar de Mtkvari-rivier doorheen stroomt en grenst aan zes gemeenten, te weten Gori in het westen, Achalgori in het noorden dat feitelijk in Zuid-Ossetië ligt. De noordoostelijke hoek grenst aan Doesjeti en het oosten aan Mtscheta (beiden regio Mtscheta-Mtianeti). In het zuiden grenst Kaspi aan Tetritskaro en Tsalka (beiden in Kvemo Kartli).

### Sjida Kartli-vlakte
De Sjida Kartli-vlakte ligt op ongeveer 500-700 meter boven zeeniveau en het laagste punt van de gemeente (circa 400 meter) is te vinden aan de oostkant in het dal van de Mtkvari. Deze rivier stroomt van west naar oost door Kaspi. Ten zuiden van de rivier bevindt zich het Trialetigebergte, dat de natuurlijke zuidgrens van Kaspi vormt. Aan de noordkant van de Mtkvari ligt de smalle Kvernakebi bergrichel die de rivier scheidt van de Sjida kartli-vlakte en tot een hoogte van ongeveer 1100 meter boven zeeniveau reikt.

## Demografie
Begin 2024 telde de gemeente Kaspi 40.201 inwoners, een daling van 8% ten opzichte van de volkstelling van 2014.
| Gemeente Kaspi                                                          | -     | 44.831 | 49.897 | 54.063 | 53.527 | 55.416 | 52.217 | 43.771 | 42.011 | 40.201 |  |  |  |  |
|                                                                         |       |        |        |        |        |        |        |        |        |        |  |  |  |  |
| Kaspi                                                                   | 1.562 | 4.729  | 9.143  | 12.263 | 13.824 | 17.305 | 15.233 | 13.423 | 12.938 | 12.415 |  |  |  |  |
| Verantwoording data: Bevolkingsstatistiek Georgië 1897 tot heden. Noot: |       |        |        |        |        |        |        |        |        |        |  |  |  |  |

### Etniciteit en religie

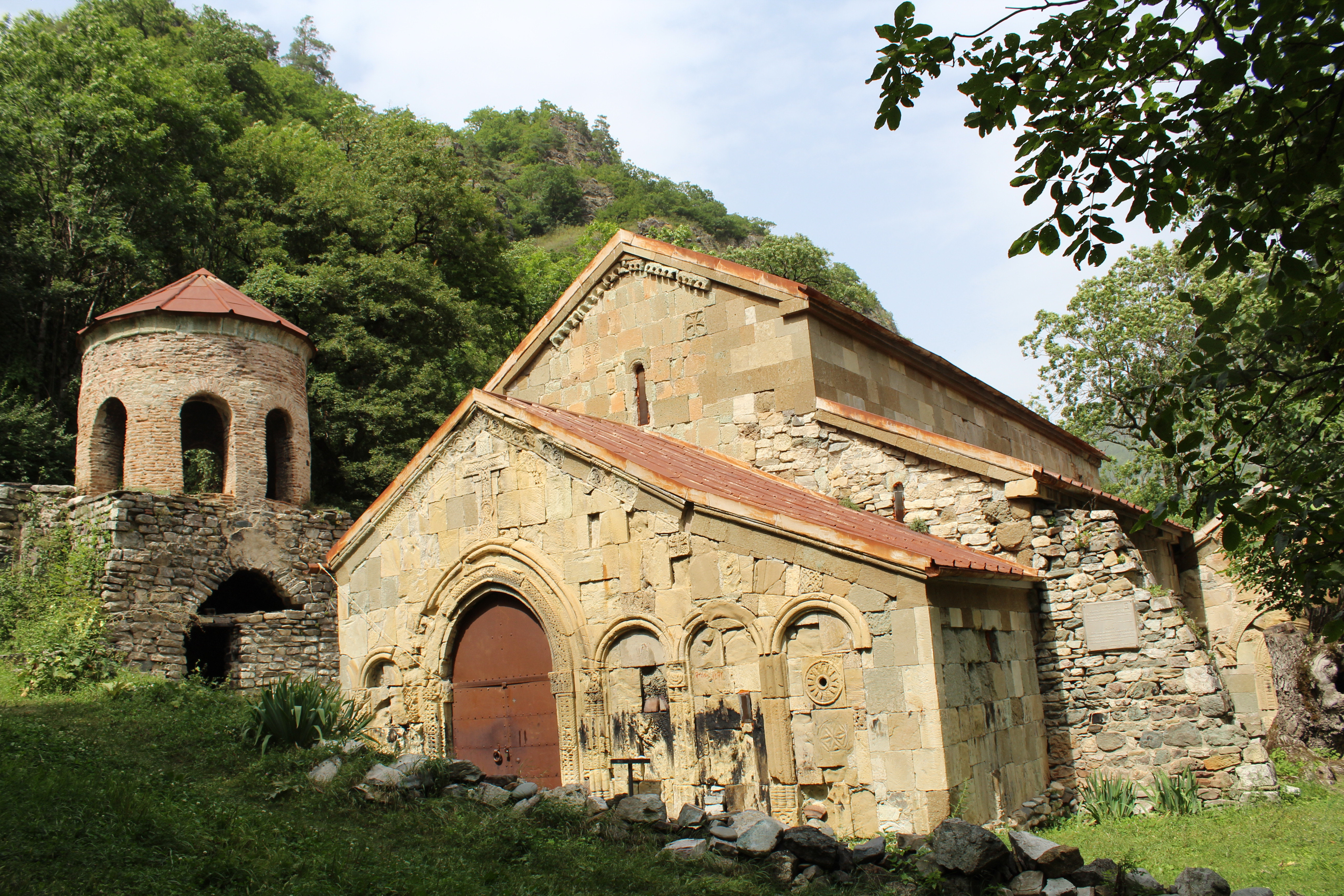
Rkoniklooster

De bevolking van Kaspi bestaat bestond volgens de volkstelling van 2014 voor het grootste deel uit Georgiërs (86,5%). Belangrijke etnische minderheden zijn Azerbeidzjanen (8,8%) en Osseten (4,0%). De Osseten wonen voornamelijk in de dorpen langs de Zuid-Osseetse grens. Andere minderheden in de gemeente zijn een honderdtal Armeniërs, Russen, en enkele tientallen Oekraïners.
De bevolking is voor 89,2% Georgisch-Orthodox en 8,7% moslim. Andere geloofsminderheden zijn jehova's (0,8%, ruim 300) en ruim 100 protestanten.

## Administratieve onderverdeling
De gemeente Kaspi is administratief onderverdeeld in 16 gemeenschappen (თემი, temi) met in totaal 74 dorpen (სოფელი, sopeli). Er is één stad (ქალაქი, kalaki), het bestuurlijk centrum Kaspi.

## Bestuur

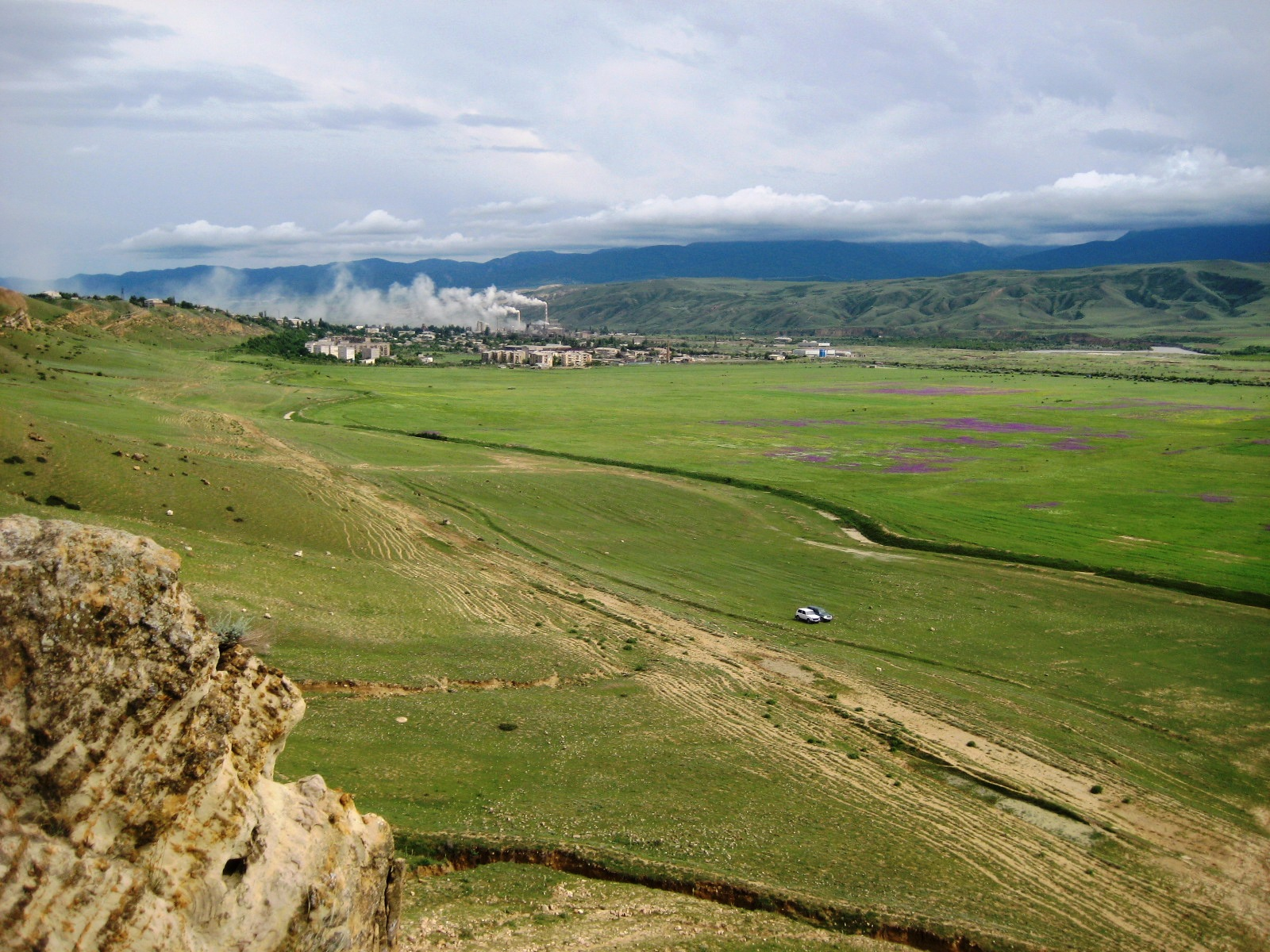
De industriële stad Kaspi is het bestuurlijk centrum.

De gemeenteraad van Kaspi (Georgisch: საკრებულო, sakreboelo) wordt elke vier jaar gekozen in een gemengd kiesstelsel. Een deel wordt via enkelvoudige kiesdistricten gekozen en een deel via evenredige vertegenwoordiging van gesloten partijlijsten, waarvoor een kiesdrempel geldt van drie procent.
| Samenstelling Sakreboelo (zetels per partij) | Samenstelling Sakreboelo (zetels per partij) | Samenstelling Sakreboelo (zetels per partij) | Samenstelling Sakreboelo (zetels per partij) | Samenstelling Sakreboelo (zetels per partij) |
| Partij                                       | Partij                                       | 2014                                         | 2017                                         | 2021                                         |
| -------------------------------------------- | -------------------------------------------- | -------------------------------------------- | -------------------------------------------- | -------------------------------------------- |
|                                              | Georgische Droom (GD)                        | 18                                           | 28                                           | 19                                           |
|                                              | Verenigde Nationale Beweging (UNM)           | 2                                            | 2                                            | 8                                            |
|                                              | Onafhankelijk Raadslid                       | 7                                            |                                              |                                              |
|                                              | Overige partijen                             | 5                                            | 4                                            | 3                                            |
| Totaal                                       | Totaal                                       | 32                                           | 34                                           | 30                                           |

## Bezienswaardigheden

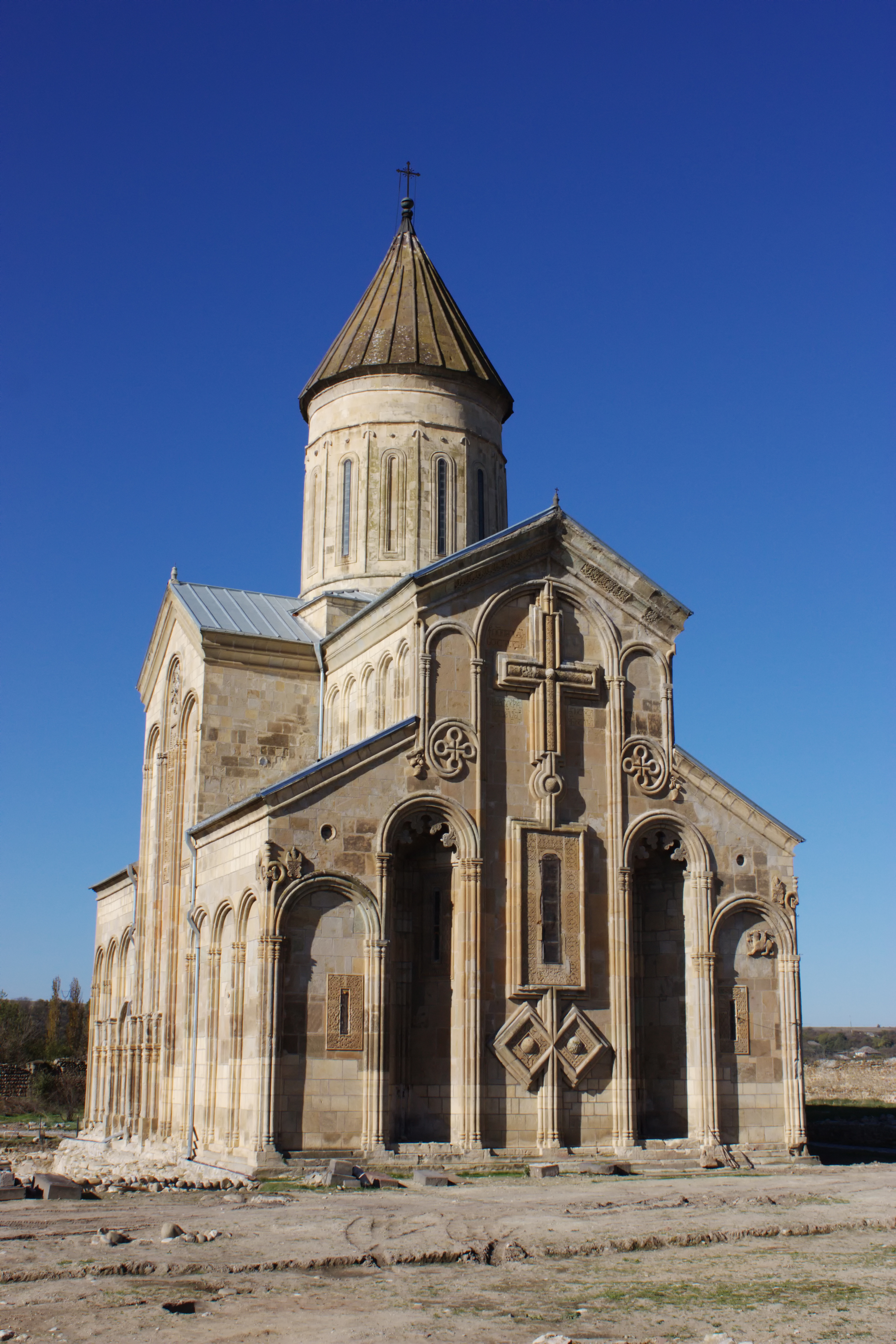
Samtavisi-kathedraal is de belangrijkste bezienswaardigheid.

In de gemeente Kaspi zijn verschillende cultuur-historische bezienswaardigheden:
- Samtavisi-kathedraal, in het dorp Samtavisi vlak aan de S1 (E60) autosnelweg tussen Tbilisi en Gori.
- Fort Schvilo. Een 14e-eeuws fort in het noorden van de gemeente, niet ver van de Zuid-Osseetse grens bij het dorp Kvemo Tsjala.[28]
- Kvatacheviklooster. Een kloostercomplex uit de 12e eeuw, in de zuidoostelijke hoek van de gemeente in het Trialetigebergte op ongeveer 23 kilometer rijden van Kaspi.[29]
- Rkoniklooster. Dit klooster in het Trialetigebergte bij het dorpje Rkoni heeft zijn oorsprong in de 7e eeuw. In de Georgische Gouden Eeuw lag hier een belangrijke handelsroute. In het dorp zijn ook restanten van een fort en oude stenen boogbruggen te vinden.[30]

## Vervoer
Door de gemeente passeren belangrijke transportcorridors: de Tbilisi - Poti / Batoemi spoorlijn, maar ook de route van internationaal belang S1 (E60). Deze East-West Highway is in de gemeente uitgebouwd tot autosnelweg. Verder lopen er diverse nationale routes door de gemeente, zoals de Sh29 (Tbilisi - Gori).